# Phyllachora meridensis
Phyllachora meridensis är en svampart som beskrevs av Chardón 1934. Phyllachora meridensis ingår i släktet Phyllachora och familjen Phyllachoraceae.   Inga underarter finns listade i Catalogue of Life.